# 韶州路
韶州路，元朝时设置的路。
至元十五年（1278年）升韶州置，治所在曲江县（今广东省韶关市）。属江西等处行中书省广东道宣慰司。辖境约当今广东省韶关市及仁化、乐昌、乳源等县地。明朝洪武元年（1368年）改为韶州府。